# 미니일레븐
미니일레븐은 온라인 축구 게임으로써 2014년 2월에 오픈베타 서비스를 시작하였으며, 2017년 4월 30일에 서비스가 종료되었다.